# Skoki do wody na Letnich Igrzyskach Olimpijskich 1904 – skok do wody na odległość mężczyzn
Skok do wody na odległość był jedną z dwóch konkurencji skoków do wody rozgrywanych podczas III Letnich Igrzysk Olimpijskich w Saint Louis. Zawody odbyły się w dniu 5 września 1904 r. 
W zawodach wzięło udział pięciu zawodników. Wszyscy pochodzili ze Stanów Zjednoczonych Ameryki. 

## Wyniki
| Pozycja | Zawodnik       | Odległość w metrach |
| ------- | -------------- | ------------------- |
| 1.      | William Dickey | 19,05               |
| 2.      | Edgar Adams    | 17,52               |
| 3.      | Leo Goodwin    | 17,37               |
| 4.      | Newman Samuel  | 16,76               |
| 5.      | Charles Pyrah  | 14,02               |